# Davahchī
Davahchī (persiska: دوه چی) är en ort i Iran.   Den ligger i provinsen Västazarbaijan, i den nordvästra delen av landet, 500 km väster om huvudstaden Teheran. Davahchī ligger 1 284 meter över havet och antalet invånare är 457.
Terrängen runt Davahchī är mycket platt. Runt Davahchī är det tätbefolkat, med 297 invånare per kvadratkilometer. Närmaste större samhälle är Mīāndoāb, 14,5 km söder om Davahchī. Trakten runt Davahchī består till största delen av jordbruksmark.